# Poetsstation
Een poetsstation is een locatie waar bepaalde vissen, schaaldieren en weekdieren zich ophouden die zich voeden met ectoderme en paradontale parasieten van andere vissen.
De locatie wordt bezocht door vissen en andere zeedieren zoals zeeschildpadden die behoefte hebben aan het verwijderen van hun parasieten. Bij dit schoonmaken worden parasieten van het lichaam van het dier verwijderd door de aanwezige poetsvissen. Dit gebeurt zowel in de mondholte als op de huid. Verschillende soorten schoonmaakgarnalen en poetsvissen waaronder lipvissen en grondels zijn op een poetsstation aanwezig.
Door de secretie van bepaalde lichaamsvloeistoffen van de poetsende dieren is het voor bezoekers duidelijk dat het gebied een vrijplaats is waar geen jacht gemaakt dient te worden.

## Galerij

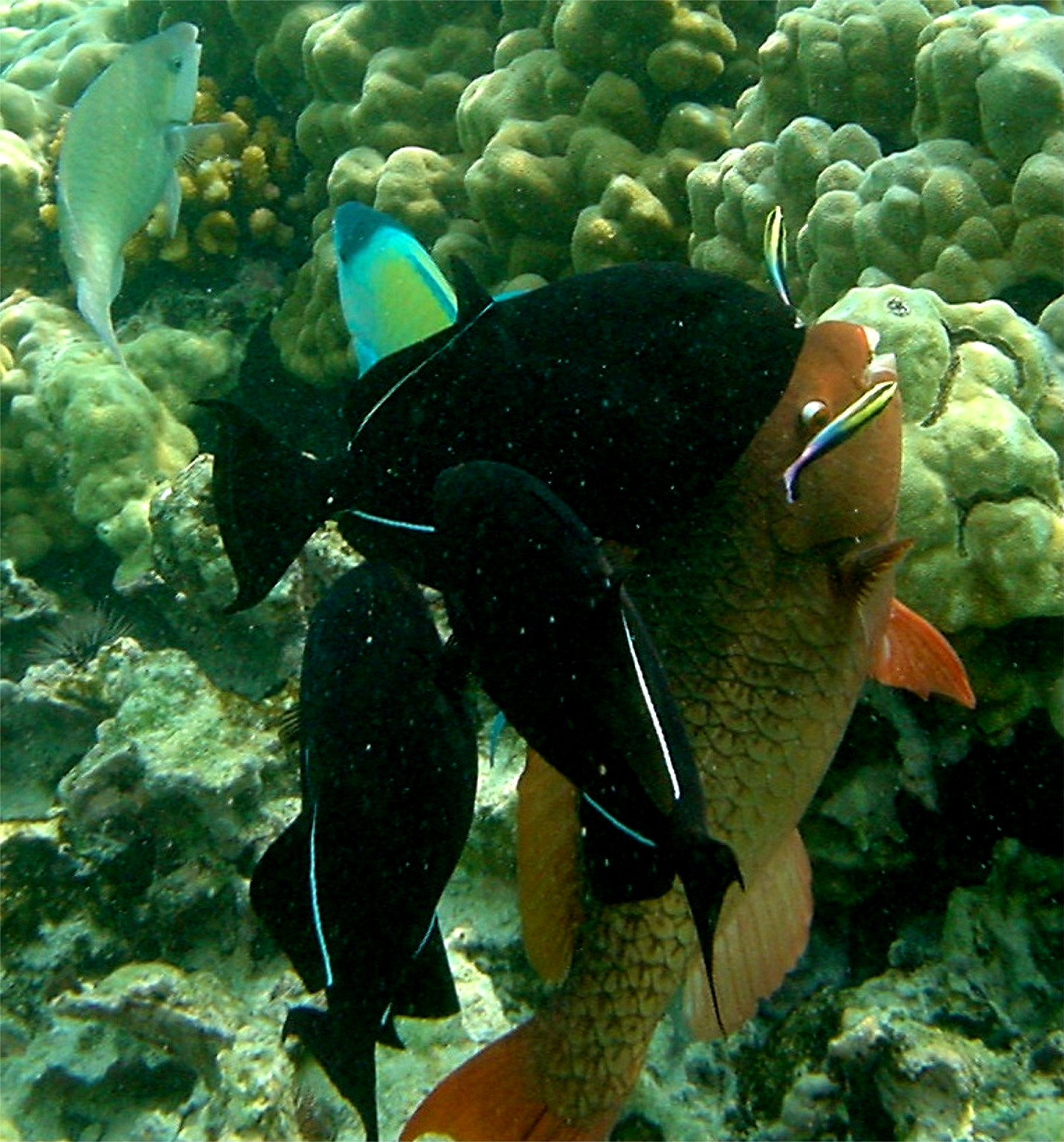
Een papegaaivis wordt schoongemaakt door een Labroides phthirophagus - foto gemaakt in Hawaï in 2005
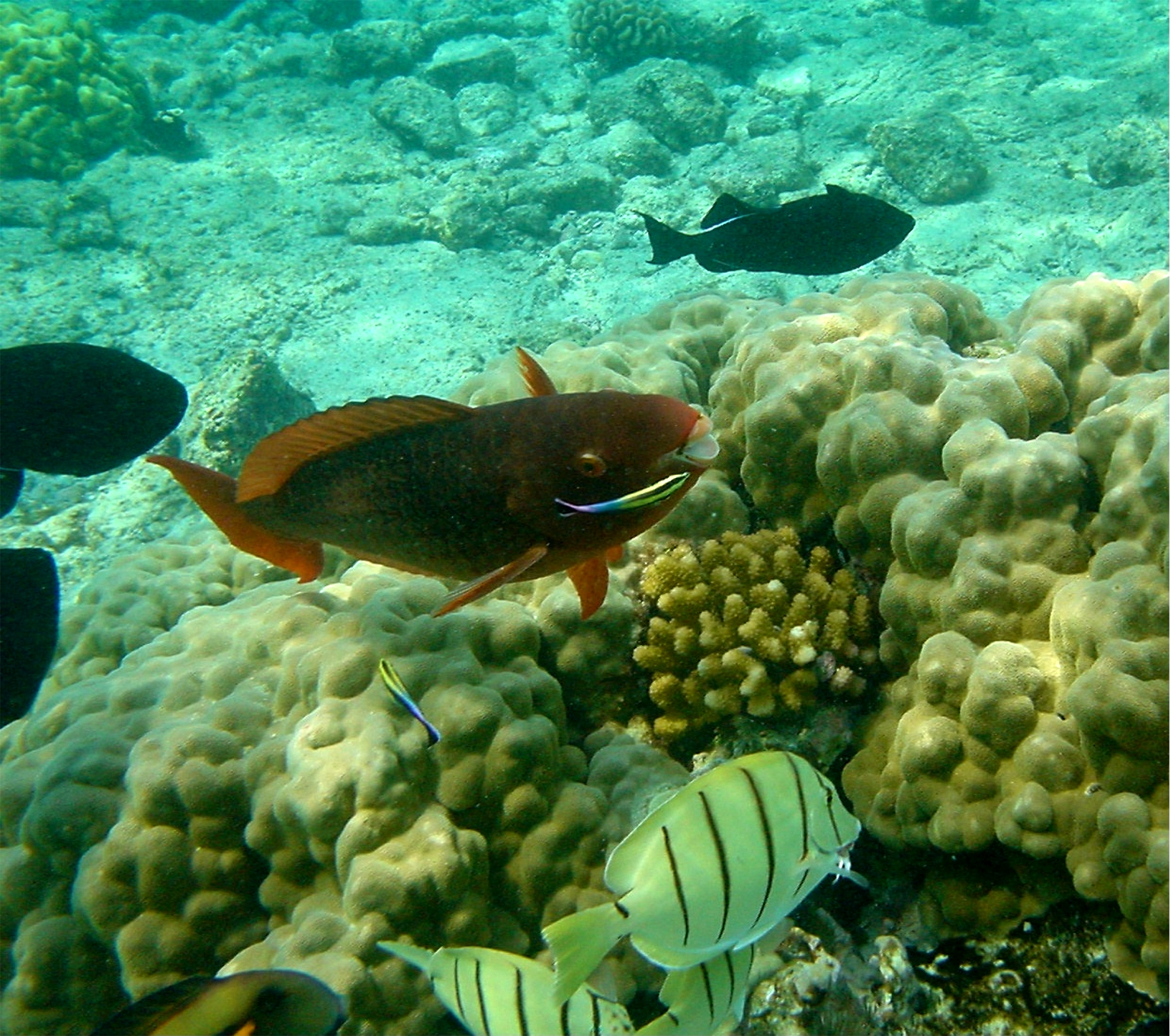
Een papegaaivis wordt schoongemaakt door een Labroides phthirophagus - foto gemaakt in Hawaï in 2005
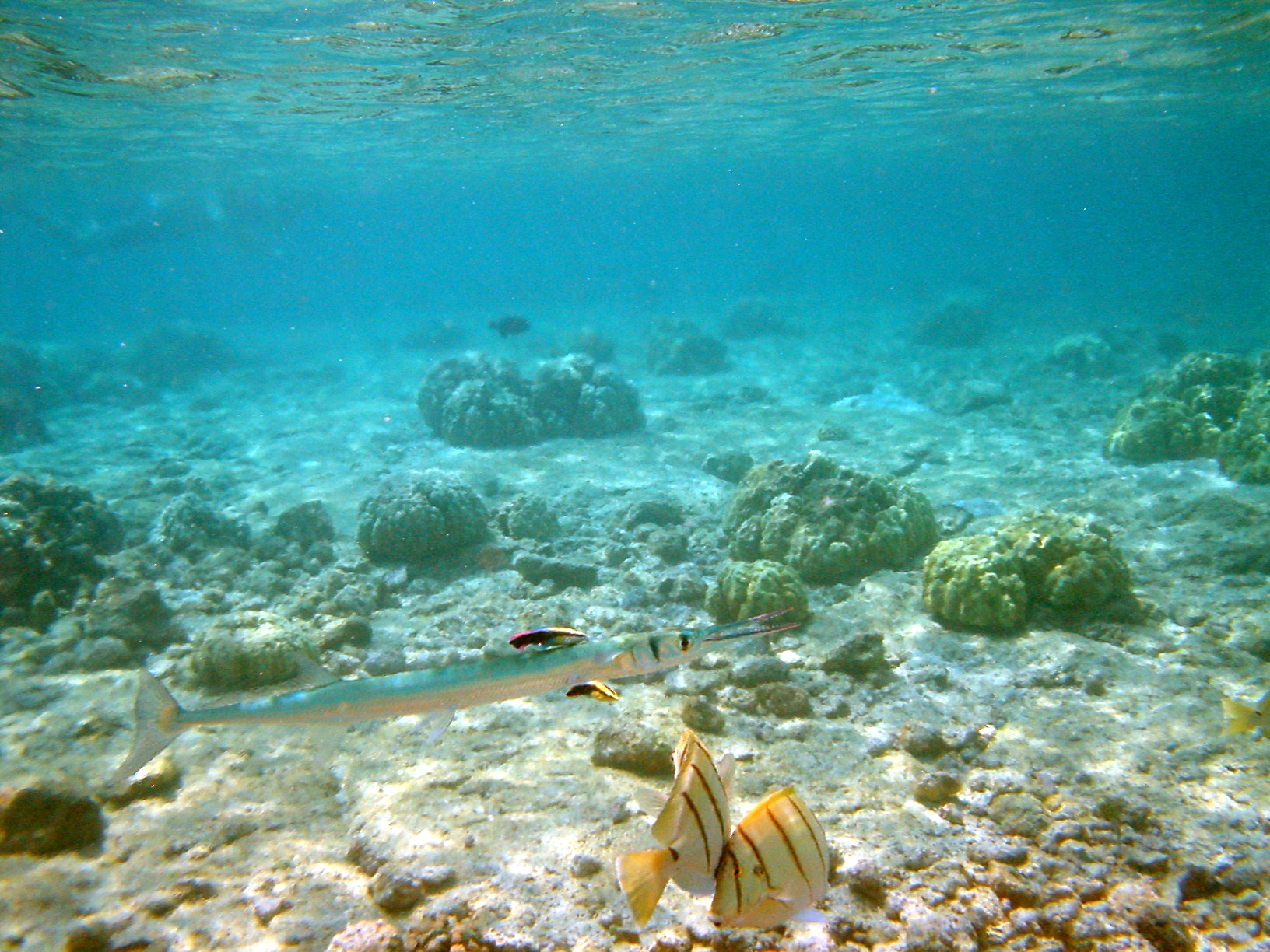
Een naaldvis wordt schoongemaakt door een Labroides phthirophagus - foto gemaakt in Kona, Hawaï
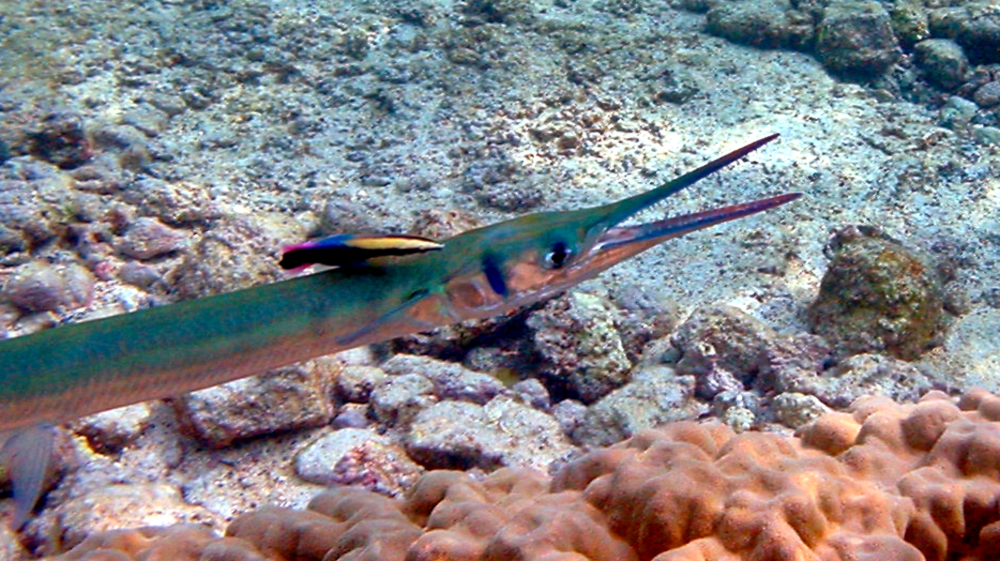
Een naaldvis wordt schoongemaakt door een Labroides phthirophagus - foto gemaakt in Kona, Hawaï
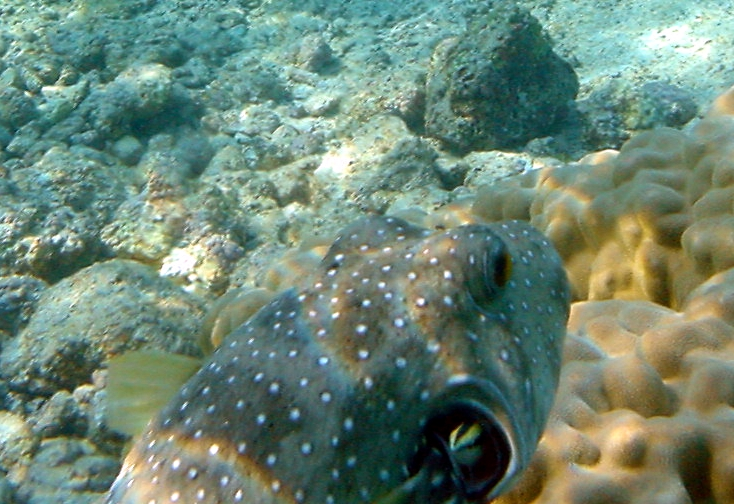
Labroides phthirophagus binnen in een Koffervis